# Антуан Бурбонський
Антуан Бурбонський (фр. Antoine de Bourbon, 22 квітня 1518 — 17 листопада 1562) — французький аристократ, 2-й герцог Вандомський, 10-й герцог Бурбонський, принц-консорт Наваррського королівства (як Антуан I).

## Біографія

### Молоді роки
Походив з молодшої гілки роду Бурбонів. Син Карла, герцога Вандомського та Франсуази Алансонської. Отримав домашню освіту. Дитиною отримав титули графа Бомонського та Мальського. У 1527 році, після смерті Карла III де Бурбона, батько Антуана домігся від короля Франциска I титулу герцога Бурбонського. Втім Карлу Вандомському був наданий лише титул, родинні землі Бурбонів були приєднані до королівського домену Франції. У 1537 році, після смерті батька, Антуан успадковує усі його титули та землі. Він стає герцогом Вандомським та герцогом Бурбонським, а також головою роду Бурбонів.
Повсякчас думки Антуана були спрямовані на збільшені своїх володінь. Цьому сприяв король, який вирішив одружити спадкоємицю Наваррського трону з династії Альбре з вірним союзником. Зрештою вибір пав на Антуана де Бурбона з огляду на слабкі позиції останнього у Франції, неможливість створити потужну опозицію королю. Втім проти цього шлюбу виступав батько Жанни — Генріх II д'Альбре, який вів тонку гру між Іспанією та Францією, сподіваючись повернути південну Наварру. Втім Франциск I змусив дати згоду на шлюб, який відбувся 20 жовтня 1548 року у Мулені. З цього моменту Антуан де Бурбон стає принцом-консортом.

### Політичні справи
Деякий час Антуан перебував у Наваррі. Втім стосунки з тестем не склалися. До того розсерджений шлюбом Жанни Наваррської, король Іспанії та імператор Карл V оголосив свого сина та спадкоємця Філіпа королем Наварри. Антаун намагався виправити становище, деякий час вів перемовин з Карлом V щодо можливого переходу на бік Іспанії в обмін на Наварру, але ці перемовини виявилися безрезультатними. У 1550 році повертається до Парижу. Втім внаслідок слабкодухості та поганої вдачі не відіграє важливої ролі при дворі. Він бере участь у військових діях короля Генріха II у Лотарингії та південних Нідерландах, зокрема захоплює фортецю Еден. У відповідь на це імператор Карл V конфіскує прибутки з володінь Антана де Бурбона у Нідерландах.
Після приходу до влади в Іспанії Філіпа II у 1556 році де бурбон поновлює перемовини, під час яких обіцяє перейти на бік Іспанії та відмовитися від усієї Наварри в обмін на королівство Сардинію. У відповідь у 1559 році намагається відвоювати південну Наварру, проте марно. Проте й ця спроба здобути самостійне володіння виявилася невдалою.
Після смерті французького короля Генріха II почалося сум'яття поміж католиками та протестантами. Дружина Антуана — Жанна Наваррська — підтримала кальвіністів. Втім Антуан залишився на боці католицизму й підтримав регентку Катерину Медичі. За це він отримав посаду генерал-лейтенанта королівства. До того ж йому доручили почесне завдання — супроводжувати Єлизавету Валуа, доньку Катерини Медичі до її майбутнього чоловіка Філіпа II, короля Іспанії, що чекав у місті По. Виконавши цю місію, Антуан де Бурбон почав активно приборкувати виступи кальвіністів на півночі Франції. У 1562 році він рушив проти повсталого Руана. Під час облоги де Бурбона було смертельно поранено (13 листопада), від чого він помер 17 листопада 1562 року.

## Родина
Дружина — Жанна III д'Альбре (1528—1572), королева Наварри
Діти:
- Генріх (1551—1553), граф Бомон
- Генріх (1553—1610), король Франції з 1589 до 1610 року
- Людовик (1555—1557), граф Мальський
- Магдалена (1556)
- Катерина (1559—1604), дружина Генріха II, герцога Лотаринзького

Коханка — Луїза де ла Бередьє дю Рош
Діти:
- Карл (1554—1610), архієпископ Руанський